# Klejoporek obrzeżony
Klejoporek obrzeżony, woszczyneczka obrzeżona (Gloeoporus pannocinctus (Romell) J. Erikss.) – gatunek grzybów z rzędu żagwiowców (Polyporales).

## Systematyka i nazewnictwo
Pozycja w klasyfikacji według Index Fungorum: Gloeoporus, Irpicaceae, Polyporales, Incertae sedis, Agaricomycetes, Agaricomycotina, Basidiomycota, Fungi.
Gatunek ten opisał w 1911 roku Lars Romell, nadając mu nazwę Polyporus pannocinctus. Obecną, uznaną przez Index Fungorum nazwę, nadał mu John Eriksson w 1958 r. Niektóre synonimy:
- Ceriporiopsis pannocincta (Romell) Gilb. & Ryvarden 1985
- Gelatoporia pannocincta (Romell) Niemelä 1985
- Tyromyces pannocinctus (Romell) Kotl. & Pouzar 1964

Stanisław Domański w 1965 r. nadał mu polską nazwę klejoporek obrzeżony, Władysław Wojewoda w 2003 r. zaproponował nazwę woszczyneczka obrzeżona, ale dla synonimu Ceriporiopsis pannocincta Nazwa nadana przez W. Wojewodę jest niespójna z aktualną nazwą naukową.

## Morfologia
Owocnik
Jednoroczny, rozpostarty, elipsoidalny lub nieregularny, o wymiarach (4–)12–20 cm, czasem nawet dłuższy i grubości 1–6 mm w środku. Brzeg sterylny o szerokości 1–5 mm, cienki jak papier, bez ryzomorfów, kremowobiały, w stanie suchym słabo błyszczący po wyschnięciu; obszary sterylne wyraźnie bledsze niż pory. Hymenium równe, kremowe z zielonkawym lub oliwkowym odcieniem, części stłuczone ochrowe; ciemniejące tylko nieznacznie po wyschnięciu lub zmieniające kolor na żółtawy lub matowo szarawoochrowy w zależności od warunków suszenia i wieku owocnika. Pory okrągłe, 6-8 na mm. Miąższ świeżych owocników wodnisty, rurki łatwo pękające, owocniki wysuszone twarde do rogowatych, ale dobrze zachowuje kształt, z wyjątkiem najstarszych części, gdzie rurki pękają w kształcie litery V lub okrągłe szczeliny. Zapach ostry, smak lekko gorzki. Subikulum wyraźne, 1–2 mm, białe do słomkowego, po wyschnięciu zdrewniałe, z cienką, brązowawą linią nad rurkami. Rurki świeże zielonkawobiałe, wodniste, higrofaniczne, po wyschnięciu jasnooliwkowe, woskowo-prześwitujące, sztywne.
Cechy mikroskopowe
System strzępkowy monomityczny. Strzępki bezbarwne, ze sprzążkami. Subikulum trójwarstwowe: górna, najgrubsza warstwa z rozstawionymi, rozgałęzionymi, wymieszanymi strzępkami o średnicy 4-5 µm, warstwa środkowa z podobnymi strzępkami, ale bardzo gęsto upakowanymi, najniższa warstwa zżelatynizowana tak, że widoczne są tylko światła strzępek, strzępki zgięte, stopniowo zmieniające się w zwartą i równoległą strukturę tramalną. Dissepimenty ze zżelatynizowanymi, równoległymi strzępkami o średnicy 3–4 µm, o dość cienkich ścianach, często z pręcikami lub rozetami krystalicznymi. Subhymenium o grubości 3–5 µm, z izodiametrycznymi, cienkościennymi komórkami strzępek o średnicy 1–1,5 µm. Krawędzie dissepimentów z lekko napęczniałymi, wrzecionowatymi końcówkami strzępek, o ziarnistej zawartości. Hymenium utworzone jest z dość gęstej palisady wąsko-maczugowatych podstawek (9–13 × 2,5–3,5 µm) i bazydioli, bez cystyd. Brak kołków strzępkowych. Zarodniki wąskocylindryczne do alantoidalnych, cienkościenne, 3,9–4,2(–4,5) x 0,8–0,9 µm, nieamyloidalne, niecyjanofilne z niebieską zawartością.

## Występowanie i siedlisko
Występuje na niektórych wyspach, w Ameryce Północnej, Europie i Azji. W Europie jest szeroko rozprzestrzeniony. W. Wojewoda w 2003 r. przytoczył około 10 jego stanowisk w Polsce (dla synonimu Ceriporiopsis pannocincta). Na Czerwonej liście roślin i grzybów Polski ma status E – gatunek wymierający, którego przeżycie jest mało prawdopodobne, jeśli nadal będą działać czynniki zagrożenia.
Nadrzewny grzyb saprotroficzny. Występuje w dobrze zachowanych lasach na drewnie i korze leżących kłód drzew liściastych olszy, graba, buka, rzadko na drewnie drzew iglastych, zwłaszcza świerka i sosny. Powoduje rozległą białą zgniliznę, jednolitą lub postępującą wzdłuż pierścieni przyrostów rocznych.